# 神威·太湖之光
31°32′55.01″N 120°14′52.94″E / 31.5486139°N 120.2480389°E
神威·太湖之光 （英語：Sunway TaihuLight）是由中國国家并行计算机工程技术研究中心研制的超級计算机，2016年6月20日在LINPACK效能測試中以 93 PFLOPS 的測試結果超越同為中國組建的天河二號（LINPACK成績約為34 PFLOPS），成爲当时世界上最快的超级计算机，直到2018年6月8日被美國的超級電腦高峰（Summit）超越。「太湖之光」的命名來源於無錫旁邊的太湖。目前神威·太湖之光部署在江蘇省無錫市的國家超級計算無錫中心，由清華大學負責營運。
神威·太湖之光也是中國大陸首度自行設計不使用英特爾等美國公司的核心產品而登上TOP500第一名寶座的超級電腦。该機組在天河二號被禁之後，也被認為是中國政府面對美國政府限制英特爾、輝達等廠商對華出售運算裝置的正面回應，在中國大陸的媒體報導中，也多強調該機組的組件均由中國自主設計並於中國生產。
不過國產化程度仍有提升空間，特別是美國對於中國超算技術已經進展到連設計工具跟代工製造都加以限制的地步，仍在不斷加強制裁力度。

## 硬體
神威·太湖之光使用国家高性能集成电路（上海）设计中心研发的SW26010。此款處理器，基於DEC Alpha 64微架構、64位元、精簡指令集、亂序執行、支援SIMD的申威-64架構，製程未知。每個處理器晶片中有260個核心，採用大規模多核心並行運算的結構，其中4個為資源管理用途，稱為MPE（Management Processing Element，管理處理元件），採用對稱多處理器的結構；另外256個作通用運算用途，每64個核心組成一個處理器核心陣列，共計4個陣列，合稱為CPE（Computing Processing Element，運算處理元件）。MPE和CPE的連接佈局類似於Cell的協處理器式、非對稱多處理的佈局（PPE+SPE），而CPE的陣列則與Xeon Phi、GPGPU等的流處理器形式相近。CPE核心和MPE核心都是相同的指令集，同樣具備256位元SIMD單元，但不同的是MPE均支援用戶模式和系統模式、32KiB一級指令快取、32KiB一級資料快取、256KiB二級快取，而CPE僅支援用戶模式、16KiB一級指令快取、64KiB本地暫存式記憶體而無資料快取，而且存取系統記憶體需要與MPE溝通。該CPU時脈設定在 1.45GHz。不過，記憶體存取方面的規格相對較為貧弱，使用的是四通道DDR3 SDRAM，而不是最新的DDR4 SDRAM，各通道擁有獨立的、128位元位寬的記憶體控制器，每通道容量 8GiB，一顆CPU可最大支援32GiB的DDR3-2133，儘管如此，每個晶片的記憶體頻寬仍達 136.5GB/s。除此以外，每顆晶片上還內建了片上網路互聯，而非傳統的快取一致性處理。因此，該CPU與Cell寬頻引擎一樣，偏重於浮點數運算。
整套系統高達 40,960 個 SW26010處理器，共有 10,649,600 個CPU核心。每個處理器為一個節點單元，一塊主機板上有兩顆處理器，32塊這樣的主機板組成一架主機，每台主機作為一個「超級節點」，一共有256個這樣的超級節點。根據資料圖顯示，這樣的構造使得主機需採用非標準設計，而非標準的刀鋒伺服器機架和機櫃，這樣的一種機櫃可以容納4台主機機架。運算節點單元之間全數採用PCIe匯流排互聯，互聯結構分為三層，頂層網路是「中央切換網路」，中間層是「超級節點網路」，底層是「資源共用網路」。

## 軟體
神威·太湖之光採用的是基於Linux核心的神威睿思（即RaiseOS 2.0.5），也是分佈式作業系統，已有10多年历史，主要面向高性能领域和通用计算领域。中国工程院院士陈左宁表示，在通用计算领域，神威睿思操作系统的主要优势在于自主可控度高和安全性强等方面。
该系统具有其自身的定制化实现的OpenACC2.0以帮助代码并行化。

## 效能
理論浮點數運算效能為125,435.9 TFlops，而LINPACK測試中的實際效能為93,014.6 TFlops，有74%的效率，相比天河二號（62%）以及排名第三的泰坦（65.8%）都要高。本機組的圖形效能也較為突出，在Graph500排名中位列亞軍。不過遇上記憶體存取較為頻繁的運算處理操作、整數數值較多的運算，記憶體存取的樽頸效應就開始顯現了。
相較天河二號系統功耗達17.8百萬瓦（開啟散熱系統全速運轉時則高達24百萬瓦），神威·太湖之光僅使用15.3百萬瓦，且每瓦效能達到 6 GFLOPS/W，截至2017年11月為止，在Green 500能效比排名中排名第20位。

## 應用
清華大學地球系统科学研究中心與计算机系合作，利用“神威·太湖之光”首次实现了百万核规模、高分辨率的地球系统数值模拟。此前，中國大陸的地球模拟系统模式只能达到200公里网格规模的分辨率，但现在已可开展25公里网格分辨率的地球系统模拟工作，在海洋上可达到10公里分辨率。
目前，三十多家用户单位在天气气候、航空航天、海洋科学、新药创制、先进制造、新材料等领域与国家超算无锡中心开展了合作。2016年神威·太湖之光超級電腦上的「全球大氣非靜力雲分辨模擬」應用軟體得戈登貝爾獎，該獎項是頒發給超級電腦上的應用軟體設計獎，因為硬體性能的有效發揮最終還是取決於軟體設計，此前30年該獎都由美日兩國獲得，首次有第三國打破此規則。

## 逸聞
2017年網路春晚，舉辦了欢唱太湖之光橋段，由羽泉演唱成名曲《奔跑》，與太湖之光20多位科學家連線接龍對唱。
同時網路春晚公開了目前太湖之光計算機的維護與操作小組成員，由清華大學博士(在讀)丁楠領隊，楊晉喆(倫敦帝國理工學院博士)，甘霖(清華大學博士后)，劉加賀(清華大學碩士在讀)等20多人組成。

## 外部連結
- （英文）Top500 list entry for the Sunway TaihuLight （页面存档备份，存于）

| 紀錄              | 紀錄                                               | 紀錄          |
| ----------------- | -------------------------------------------------- | ------------- |
| 前任者： 天河二號 | 世界最强的超级计算机 2016年6月20日 – 2018年6月25日 | 繼任者： 高峰 |

| 中华人民共和国国家超级计算中心 | 中华人民共和国国家超级计算中心                            | 中华人民共和国国家超级计算中心 | 中华人民共和国国家超级计算中心 | 中华人民共和国国家超级计算中心 | 中华人民共和国国家超级计算中心                                      |
| 序号                           | 国家超級計算中心                                          | 地點                           | 啟用時間                       | 部署機型                       | 共建單位                                                            |
| ------------------------------ | --------------------------------------------------------- | ------------------------------ | ------------------------------ | ------------------------------ | ------------------------------------------------------------------- |
| 1                              | 国家超级计算天津中心                                      | 天津市                         | 2009年10月                     | 天河一号、天河三号原型机       | 国防科技大学 · 滨海新区政府 · 天津经济技术开发区管委会              |
| 2                              | 国家超级计算深圳中心                                      | 廣東省深圳市                   | 2009年                         | 曙光星云                       | 中科院计算所 · 中科曙光 · 深圳市政府                                |
| 3                              | 国家超级计算长沙中心                                      | 湖南省長沙市                   | 2011年                         | 天河一号                       | 国防科技大学 · 湖南大学 · 湖南省政府                                |
| 4                              | 国家超级计算济南中心                                      | 山東省濟南市                   | 2011年10月                     | 神威蓝光、神威E级原型机        | 山东省科学院 · 山东省计算中心                                       |
| 5                              | 国家超级计算广州中心                                      | 廣東省廣州市                   | 2013年                         | 天河二号、天河星逸             | 国防科技大学 · 中山大学 · 广州市政府 · 广东省政府                   |
| 6                              | 国家超级计算无锡中心                                      | 江蘇省無錫市                   | 2016年6月                      | 神威·太湖之光                  | 科技部 · 无锡市政府 · 江苏省政府                                    |
| 7                              | 国家超级计算郑州中心                                      | 河南省郑州市                   | 2020年11月                     | 嵩山                           | 郑州大学                                                            |
| 8                              | 国家超级计算昆山中心                                      | 江蘇省昆山市                   | 2020年11月                     | 昆仑                           | 未知                                                                |
| 9                              | 崂山实验室（青岛国实）超算中心？                          | 山东省青岛市                   |                                | 神威·海洋之光                  | 崂山实验室 · 青岛国实                                               |
| 10                             | 国家超级计算成都中心                                      | 四川省成都市                   | 2021年6月                      | 未知，疑为曙光硅立方           | 未知                                                                |
| 11                             | 国家超级计算西安中心                                      | 陕西省西安市                   | 2022年7月                      | 秦岭                           | 未知                                                                |
| 12                             | 国家超级计算太原中心                                      | 山西省太原市                   | 2022年4月                      | 太行一号                       | 山西云时代公司 · 山西大学                                           |
| 13                             | 中新（重庆）国际超算中心？                                | 重庆市                         |                                |                                | 重庆移动 · 无锡中心 · 新加坡MGN · 新加坡Archanan · 寰球超算（重庆） |
| 14                             | “乌镇之光”超算中心 浙江（长三角）新一代全功能智能超算中心 | 浙江省桐乡市                   | 2022年5月                      |                                |                                                                     |